# 希爾托普 (喬治亞州)
希爾托普（英語：Hilltop）是位於美國喬治亞州派克縣的一個人口普查指定地區。

## 地理
希爾托普的座標為33°06′14″N 84°26′02″W / 33.10389°N 84.43389°W，而該地最高點為海拔高度259米（即850英尺）。

## 人口
根據2010年美國人口普查的數據，希爾托普的面積為2.50平方千米，當中陸地面積為2.50平方千米，而水域面積為0.00平方千米。當地共有人口401人，而人口密度為每平方千米160人。